# Vincenzo Macchi
Vincenzo Macchi (Capodimonte, 30 agosto 1770 – Roma, 30 settembre 1860) è stato un cardinale italiano.

## Biografia

### I primi anni
Vincenzo Macchi nacque a Capodimonte il 30 agosto 1770, da una famiglia di modeste origini. Suo padre era Giovanni Nicola Macchi e sua madre Maria Anna Gilda Vagni.
Ordinato sacerdote il 20 settembre 1794 a Roma, il 16 dicembre 1801 si laureò in utroque iure all'Università La Sapienza di Roma. Intrapresa la carriera diplomatica, divenne uditore ed abbreviatore nella nunziatura del Portogallo prima del 22 ottobre 1803, mentre ne divenne poi internunzio e vicario apostolico quando il nunzio Lorenzo Caleppi passò in Brasile il 19 aprile 1808 assieme alla famiglia reale dei Braganza, costretti a fuggire dal Portogallo dopo l'invasione dello Stato da parte dei francesi di Napoleone. Fece ritorno a Roma nei primi giorni d'aprile del 1818 ed il 15 aprile di quello stesso anno venne nominato prelato domestico di Sua Santità.
Il 2 ottobre 1818 venne eletto arcivescovo titolare di Nisibi e venne consacrato il 4 ottobre successivo dal cardinale Lorenzo Litta a Roma. Il 6 ottobre 1818 il Macchi venne nominato nunzio apostolico nella Confederazione Elvetica ove rimase sino al 22 ottobre 1819 quando lasciò Lucerna alla volta di Parigi ove ottenne l'incarico di nunzio apostolico per la Francia dal 22 novembre 1819; Il 4 dicembre giunse a Parigi per presentare le proprie credenziali a re Luigi XVIII di Francia, udienza che gli venne concessa il 6 gennaio 1829; rimase a Parigi sino all'inizio del 1827.

### Il cardinalato
Papa Leone XII lo elevò al rango di cardinale nel concistoro del 2 ottobre 1826 ed il 23 maggio dell'anno successivo ricevette la berretta cardinalizia, mentre il 25 giugno 1827 il titolo dei Santi Giovanni e Paolo.
Negli anni 1828-1830, fu legato apostolico a Ravenna: nel frattempo, tra il 1828 ed il 1829, resse anche, temporaneamente, la legazione apostolica di Forlì. Prese parte al conclave del 1829 che elesse papa Pio VIII e poi a quello del 1830-1831 che elesse Gregorio XVI. L'11 dicembre 1834 venne eletto prefetto della Sacra Congregazione per il Concilio di Trento e dal 5 luglio 1836 divenne legato apostolico nella provincia di Bologna.
Il 14 dicembre 1840 optò per l'ordine episcopale e divenne cardinale vescovo della sede di Palestrina nonché, dal 15 settembre dell'anno successivo anche pro-prefetto del Tribunale della Segnatura apostolica. Dal 27 gennaio 1843 al 22 gennaio 1844 fu camerlengo del Sacro Collegio dei Cardinali e da quest'ultima data optò per la sede suburbicaria di Porto, Santa Rufina e Civitavecchia. Sub-decano del Sacro Collegio dei Cardinali, divenne segretario della Suprema Sacra Congregazione dell'Universale e Romana Inquisizione dal 25 aprile 1844, rimanendo in carica sino alla propria morte.
Prese parte al conclave del 1846 che elesse papa Pio IX e l'11 giugno dell'anno successivo optò per la sede di Ostia, propria del decano del Sacro Collegio dei Cardinali. Delegato apostolico per Velletri e per la sua provincia, divenne segretario dei Brevi Apostolici dal 27 giugno 1854 per poi divenire gran cancelliere degli ordini cavallereschi pontifici.
Morì il 30 settembre 1860 all'età di 90 anni. La sua salma venne esposta alla pubblica venerazione nella Basilica dei Santi XII Apostoli dove ebbero luogo anche i funerali con la partecipazione del papa Pio IX. Secondo la sua volontà venne poi sepolto nella chiesa dei Santi Giovanni e Paolo a Roma. Suo nipote, Luigi Macchi, fu anch'egli cardinale.

## Genealogia episcopale e successione apostolica
La genealogia episcopale è:
- Cardinale Scipione Rebiba
- Cardinale Giulio Antonio Santori
- Cardinale Girolamo Bernerio, O.P.
- Arcivescovo Galeazzo Sanvitale
- Cardinale Ludovico Ludovisi
- Cardinale Luigi Caetani
- Cardinale Ulderico Carpegna
- Cardinale Paluzzo Paluzzi Altieri degli Albertoni
- Papa Benedetto XIII
- Papa Benedetto XIV
- Papa Clemente XIII
- Cardinale Luigi Valenti Gonzaga
- Cardinale Lorenzo Litta
- Cardinale Vincenzo Macchi

La successione apostolica è:
- Arcivescovo Nicola Ferrarelli (1831)
- Vescovo Luigi Lastaria (1831)
- Vescovo Eleonoro Aronne (1842)
- Cardinale Mario Mattei (1844)
- Cardinale Domenico Carafa della Spina di Traetto (1844)
- Cardinale Enrico Orfei (1848)